# Älghammars damm
Älghammars damm är en sjö i Vaggeryds kommun i Småland och ingår i Lagans huvudavrinningsområde.